# Aufwendungsersatz
Aufwendungsersatz ist der durch verschiedene Rechtsansprüche gesicherte Ersatz von Aufwendungen.

## Allgemeines
Das Bürgerliche Gesetzbuch kennt mehrere Aufwendungsersatzansprüche. So finden sich diesbezügliche Regelungen etwa im allgemeinen Schuldrecht im Rahmen des allgemeinen Leistungsstörungsrechts in § 284 BGB. Im besonderen Schuldrecht ist ein Aufwendungsersatzanspruch beispielsweise im Mietrecht in § 536a Abs. 2 BGB, im Werkvertragsrecht in § 634 Nr. 2, § 637 BGB, im Reiserecht gemäß § 651i Abs. 3 BGB, beim Auftrag in § 670 BGB, bei der Geschäftsführung ohne Auftrag in § 683 BGB oder im Rahmen eines Verwahrungsvertrags in § 693 BGB geregelt.
Statt dem Ersatzberechtigten seine tatsächlich geleisteten Aufwendungen zu ersetzen, kann der Ersatzverpflichtete ihn auch von einem noch nicht erfüllten Anspruch eines Dritten (Drittgläubiger) befreien (Befreiungsanspruch).

## Aufwendungsersatz im Rahmen eines Auftrags
Gemäß § 670 BGB sind innerhalb eines Auftrags dem Beauftragten vom Auftraggeber Aufwendungen zu ersetzen, die der Beauftragte zur Erreichung des Zwecks, zur Vorbereitung, zur Förderung oder als Nachwirkung des Auftrags hat. Dieser Aufwendungsersatz gilt auch, wenn ein Garant aus seiner Garantie in Anspruch genommen wurde; der Anspruch steht dem Garanten gegenüber seinem Auftraggeber zu.

## Ersatzfähigkeit von Aufwendungen
Aufwendungen sind jedoch nur soweit ersatzfähig, als sie der Beauftragte den Umständen nach für erforderlich halten durfte. Entscheidend ist die Sicht eines verständigen Geschäftsbesorgers im Zeitpunkt der Aufwendung (subjektiv-objektiver Maßstab). Der Anspruch reicht, soweit der Beauftragte sein Ermessen sorgfältig ausübt – dies gilt auch, wenn sich die Aufwendungen nachträglich objektiv als erfolglos oder unangemessen herausstellen.
Aufwendungsersatz ist im Rahmen des § 3 Nr. 12 EStG steuerfrei.

## Vormundschaften und Betreuungen
Eine Sonderregelung für Vormünder, Pfleger und Betreuer trifft § 1835 BGB. Hier wird im Wesentlichen auf § 670 BGB verwiesen, bez. Fahrtkosten und Versicherungskosten erfolgen spezifische Regelungen. § 1835a BGB lässt für diesen Personenkreis auch einen pauschalierten Aufwendungsersatz (z. Zt. 399 Euro jährlich) zu. Dieser ist jedoch grundsätzlich steuerpflichtig (als sonst. Einnahme nach § 22 Abs. 3 EStG). Seit 2011 ist ein Betrag von 2.100 Euro gem. § 3 Nr. 26b EStG steuerfrei. Gemeinsam mit der Steuerfreigrenze von 256 Euro nach § 22 EStG ist somit die Führung von bis zu 7 ehrenamtlichen Vormundschaften usw. steuerfrei.

## Mitwirkung in Gerichtsverfahren
Aufwendungsersatz bei der Mitwirkung in gerichtlichen Verfahren (als Zeuge, Sachverständiger, Dolmetscher usw.) wird nach den § 5, § 6 und § 7 JVEG erstattet. Hier ist eine Ausschlussfrist von 3 Monaten gegeben (§ 2 JVEG).